# Bill Travers
Bill Travers, właśc. William Inglis Lindon Travers (ur. 3 stycznia 1922 w Newcastle upon Tyne, zm. 29 marca 1994 w South Holmwood) – brytyjski aktor, scenarzysta, reżyser i działacz na rzecz praw zwierząt. Przed karierą w showbiznesie służył w British Army i jednostkach sił specjalnych. 
Za rolę kamerdynera Crichtona w telewizyjnej komedii satyrycznej NBC Podziwu godny Crichton (The Admirable Crichton, 1968) był nominowany do nagrody Emmy w kategorii wybitny pojedynczy występ aktora w roli pierwszoplanowej.

## Życiorys
Urodził się w Newcastle upon Tyne w hrabstwie ceremonialnym Tyne and Wear jako syn Florence (z domu Wheatley) i Williama Haltona Lindon-Traversa, dyrektora teatru. Miał starszą siostrę Florence Linden (ur. 27 maja 1913, zm. 23 października 2001). 
W wieku osiemnastu lat zaciągnął się jako szeregowy do British Army, kilka miesięcy po wybuchu II wojny światowej, i został wysłany do Indii, wówczas pod rządami Brytyjskiego Raju. W 1942 otrzymał stopień podporucznika w British Indian Army. W 1943 awansował na porucznika w stopniu podoficera, a w 1944 na stopień pełniącego obowiązki majora. Travers był jednym z pierwszych alianckich agentów, którzy wkroczyli do japońskiej Hiroszimy po zrzuceniu bomby atomowej. Opisał swoje przeżycia w dzienniku, rejestrując głęboki horror zniszczeń i ofiar śmiertelnych. 7 listopada 1946 został mianowany Kawalerem Orderu Imperium Brytyjskiego (MBE). Odszedł ze służby w siłach zbrojnych w 1947.
Po II wojnie światowej postanowił rozpocząć karierę w show-biznesie. Zdobył bogate doświadczenie teatralne, zanim zadebiutował w dreszczowcu Konspirator (1949) z Elizabeth Taylor. Jego przełomową rolą była postać dumnego Szkota, Geordiego Maca Taggarta, kandydata na olimpijczyka w komedii sportowej Wee Geordie (1955), wcielając się w dumnego Szkota, Geordiego Maca Taggarta, kandydata na olimpijczyka. 
2 grudnia 1950 poślubił Patt Rains, lecz małżeństwo zakończyło się z rozwodem w 1957. Mieli jedną córkę Annę. 1 marca 1954 zawarł związek małżeński z brytyjską aktorką Virginią McKenną, z którą miał czworo dzieci, jedną córkę i trzech synów. 
Travers i jego druga żona, Virginia McKenna, wielokrotnie współpracowali ze sobą, zwłaszcza w filmie Elza z afrykańskiego buszu (Born Free, 1966), w którym obrońcy przyrody adoptują lwiątko. Dzięki temu projektowi Travers i jego żona stali się obrońcami praw zwierząt; razem nakręcili wiele filmów o tej tematyce, w tym Pierścień jasnej wody (Ring of Bright Water, 1969) o mężczyźnie i jego irackiej wydrze i Słoń Maruda (An Elephant Called Slowly, 1971). Travers napisał scenariusz, wyreżyserował i wyprodukował film dokumentalny Lew na krańcu świata (The Lion at World’s End, 1971), a wkrótce potem zaangażował się w akcję Zoo Check. W latach 90. wspólnie z żoną założył fundację Born Free Foundation, poświęconą ochronie dzikich zwierząt.
Zmarł 29 marca 1994 w wieku 72 lat we śnie w swoim domu w wiosce South Holmwood, niedaleko Dorking w hrabstwie Surrey, na skutek zakrzepicy tętnicy wieńcowej.

## Filmografia

### Filmy
- 1950: Trio jako Fellowes (nowela „Mr. Know-All”)
- 1951: Wersja Browninga (The Browning Version) jako Fletcher
- 1952: Opowieść o Robin Hoodzie i jego wesołych kompanach (The Story of Robin Hood and His Merrie Men) jako Mały John
- 1954: Romeo i Julia (Romeo and Juliet) jako Benvolio
- 1955: Kroki we mgle (Footsteps in the Fog) jako David Macdonald
- 1956: Ludzie mieszanej krwi (Bhowani Junction) jako Patrick Taylor
- 1957: Barretowie z ulicy Wimpole (The Barretts of Wimpole Street) jako Robert Browning
- 1957: Najskromniejsze kino w dziejach (The Smallest Show on Earth) jako Matt Spenser
- 1961: Potwór z otchłani (Gorgo) jako kapitan Joe Ryan
- 1961: The Green Helmet jako Rafferty
- 1966: Elza z afrykańskiego buszu (Born Free) jako George Adamson, ekspert od dzikiej przyrody
- 1966: Pojedynek w El Diablo (Duel at Diablo) jako porucznik Scotty McAllister
- 1968: Sen nocy letniej (A Midsummer Night’s Dream) jako Tom Snout
- 1969: Wydra pana Grahama (Ring of Bright Water) jako Graham Merrill
- 1970: Słoń Maruda (An Elephant Called Slowly) jako Bill
- 1971: Bulwar Rumu (Boulevard du Rhum) jako komandor Gerry Sanderson
- 1973: Lis z Belstone (The Belstone Fox) jako Tod

### Seriale
- 1963: Rawhide jako Jeremiah O’Neal
- 1984: Pierwsza olimpiada: Ateny, 1896 (The First Olympics: Athens 1896) jako Harold Flack
- 1992: Antykwariusz Lovejoy (Lovejoy) jako Duncan